# Onda de Rossby
Las ondas de Rossby barotrópicas, denominadas así por Carl-Gustaf Rossby que las identificó en 1939, son oscilaciones que se producen en los fluidos geofísicos (océano y atmósfera) y que tienen su origen en el principio de conservación de la vorticidad potencial. La propagación de la fase de las ondas de Rossby es siempre hacia el oeste aun cuando la energía (velocidad de grupo) puede ser hacia el este (ondas cortas) o el oeste (ondas largas). Las ondas de Rossby se conocen también en geofísica como ondas planetarias. 
Estas ondas están relacionadas con sistemas de presión (diferencias de presión en la superficie del océano) y corrientes en chorro. Las ondas de Rossby oceánicas se desplazan por la  termoclina, la frontera entre la capa superior templada y la parte fría profunda del océano.

## Tipos de ondas Rossby

### Ondas atmosféricas

Meandros en corrientes de chorro en el hemisferio norte desarrollándose (a, b) y finalmente desprendiendo una "gota" de aire frío (c). En color naranja: masas más cálidas de aire; rosado: corriente de chorro; azul: masas de aire frío.

Las ondas atmosféricas de Rossby resultan de la conservación de la vorticidad potencial y están influidas por el efecto Coriolis y el gradiente de presión. La rotación hace que los fluidos giren hacia la derecha mientras se mueven en el hemisferio norte y hacia la izquierda en el hemisferio sur. Por ejemplo, un fluido que se mueve desde el ecuador hacia el polo norte se desviará hacia el este; un fluido que se mueve hacia el ecuador desde el norte se desviará hacia el oeste. Estas desviaciones son causadas por la fuerza de Coriolis y la conservación de la vorticidad potencial que conduce a cambios de vorticidad relativa. Esto es análogo a la conservación del momento angular en mecánica. En atmósferas planetarias, incluida la Tierra, las ondas de Rossby se deben a la variación del efecto Coriolis con la latitud. Carl-Gustaf Arvid Rossby identificó por primera vez tales ondas en la atmósfera de la Tierra en 1939 y explicó su movimiento.
Una onda de Rossby terrestre se identifica ya que su velocidad de fase, marcada por su cresta de onda, siempre tiene un componente hacia el oeste. Sin embargo, el conjunto de ondas de Rossby recopiladas puede parecer moverse en cualquier dirección con lo que se conoce como su velocidad de grupo. En general, las ondas más cortas tienen una velocidad de grupo hacia el este y las ondas largas una velocidad de grupo hacia el oeste.
Los términos "barotrópico" y "baroclínico" se utilizan para distinguir la estructura vertical de las ondas de Rossby. Las ondas barotrópicas de Rossby no varían en la vertical y tienen las velocidades de propagación más rápidas. Los modos de onda baroclínica, por otro lado, varían en la vertical. También son más lentas, con velocidades de solo unos pocos centímetros por segundo o menos.
La mayoría de las investigaciones de las ondas de Rossby se han realizado en las ondas que se producen en la atmósfera de la Tierra. Las ondas de Rossby en la atmósfera de la Tierra son fáciles de observar como (generalmente 4-6) meandros a gran escala de la corriente en chorro. Cuando estas desviaciones se vuelven muy pronunciadas, las masas de aire frío o cálido se desprenden, y se convierten en ciclones y anticiclones de baja resistencia, respectivamente, y son responsables de los patrones climáticos diarios en las latitudes medias. La acción de las olas de Rossby explica en parte por qué los bordes continentales orientales en el hemisferio norte, como el noreste de Estados Unidos y el este de Canadá, son más fríos que Europa occidental en las mismas latitudes.

### Ondas oceánicas
Las ondas y olas oceánicas de Rossby son ondas a gran escala dentro de una cuenca oceánica. Tienen una amplitud baja, del orden de centímetros (en la superficie) a metros (en la termoclina), en comparación con las ondas atmosféricas de Rossby que están en el orden de cientos de kilómetros. Pueden tomar meses para cruzar una cuenca oceánica. Ganan impulso por la fuerza del viento en la capa superficial del océano y se cree que comunican los cambios climáticos debido a la variabilidad en el forzamiento, debido tanto al viento como a la flotabilidad. Tanto las ondas barotrópicas como las baroclínicas causan variaciones en la altura de la superficie del mar, aunque la longitud de las olas las hace difíciles de detectar hasta el advenimiento de la altimetría satelital. Las observaciones satelitales han confirmado la existencia de ondas oceánicas de Rossby.
Las ondas baroclínicas también generan desplazamientos significativos de la termoclina oceánica, a menudo de decenas de metros. Las observaciones satelitales han revelado la progresión majestuosa de las ondas de Rossby en todas las cuencas oceánicas, particularmente en las latitudes bajas y medias. Estas olas pueden tomar meses o incluso años para cruzar una cuenca como el Pacífico.
Se ha sugerido que las ondas de Rossby son un mecanismo importante para explicar el calentamiento del océano sub-superficial en Europa, una luna de Júpiter.

## Explicación analítica
El sistema físico más simple que muestra oscilaciones del tipo de Rossby consiste en considerar una atmósfera no divergente, sin fricción y en bajo la aproximación del plano beta ({\displaystyle f=f_{0}+\beta y}). Dado que el flujo es no divergente, se puede escribir una ecuación para la perturbación de la función corriente ({\displaystyle \psi }),

{\displaystyle {\frac {D}{Dt}}\nabla ^{2}\psi '+\beta {\frac {\partial \psi '}{\partial x}}=0}

Cuando se sustituye en la ecuación con perturbaciones de la forma {\displaystyle \psi \sim e^{i(kx+ly-\omega t)}}, la relación de dispersión de las onda se escribe como, 

{\displaystyle c_{x}={\frac {\omega }{k}}={\bar {u}}-{\frac {\beta }{k^{2}+l^{2}}}}

donde queda de manifiesto la propagación de la fase hacia el oeste respecto del flujo medio {\displaystyle {\bar {u}}}.